# Rosa Godoy
Rosa Liliana Godoy (Río Cuarto, 19 de marzo de 1982) es una corredora de larga distancia argentina especializada en maratón.
Obtuvo las plusmarcas nacionales en pista de la milla, 3000 m con obstáculos (superada en 2016), 3000 m, 5000 m, 10 000 m llanos y media maratón. Obtuvo dos medallas plateadas en el Campeonato Iberoamericano de Atletismo de 2008 y cuatro medallas en los Sudamericanos.
Compitió en los Juegos Panamericanos de 2011, donde finalizó decimosegunda en la prueba de 5000 m, y en los Panamericanos de 2015, donde terminó novena en los 10 000 m. Compitió en la maratón de los Juegos Olímpicos de 2016, donde finalizó en la posición 110 con una marca de 2:52:31.